# Coorg
Coorg (Kodagu), provins i Brittiska Indien i sydvästra delen av landet (Västra Ghats), nuvarande indiska delstaten Karnataka, fordom ett självständigt furstendöme, underkastade sig godvilligt den brittiska överhögheten 1834. Under kolonialtiden sorterade Coorg under den brittiske guvernören i Mysore.
Befolkningen i Coorg ligger idag på knappt 600 000. Distriktets residensstad är Madikeri (ibland kallad Mercara, vilket betyder "binas plats"). Det lokala språket är kodava takk, vilket talas av drygt en tredjedel av befolkningen. Den provinsiella identiteten är stark, och det förekommer politiska försök att driva fram en egen delstatsbildning.

## Historia
Provinsen bestod av ett bergland, till större delen bevuxet med jungfruliga skogar, här och där avbrutna av dalar och odlade fält. Bergen, västra Ghats, vilkas högsta topp, Tadiandamol, når 1 718 meter över havet, stupar, såsom i allmänhet Ghatskedjan, nästan lodrätt mot havssidan, medan de mot ö. utsänder en mängd förgreningar, som fyller landet. Huvudstaden, Madikeri, ligger på en platå av omkring 1 100 meter över havet, som är fårad av djupa raviner, vilka lämnar endast föga jord över för odling. Huvudfloder är Cauvery och dess övre bifloder Hemavati och Lakchmantirtha. Nederbörden är mycket stor. 
Större delen av befolkningen är och var hinduer, bland vilka den talrikaste stammen är kannada, och den därnäst coorg eller kodagu, ett av södra Indiens mest storväxta folkgrupper. Skyddade av sina berg och skogar, har de alltid bevarat sitt oberoende mot sina mäktiga grannar, marather eller muslimer, och det var som sagt frivilligt som de underkastade sig engelsmännen, vilka sedan garanterade dem deras gamla friheter. Kvinnorna, vilka utmärker sig för sin skönhet, deltar jämte männen i fältarbete och hjordarnas vård. Det urgamla bruket av polyandri har dock för länge sedan övergivits. Deras språk, kodagu eller kodava takk, är ett av dravidaspråken, närmast besläktat med kannada.

## Geografi
Landets viktigaste odlade produkter är ris, tobak, bomull och på senare tid framförallt kaffe, vars odling redan under kolonialtiden sysselsatte så mycket som halva arbetsstyrkan i provinsen. C. är, såsom inneslutande den heliga Cauverys källor, ett av de gamla hindulegendernas heliga land, men blev sent koloniserat av draviderna. Kodagu kom dit först under 500-talet. Men före dem var landet bebodt av ett okänt folk, som uppfört megalitiska monument, spridda i stort antal i Nilgiribergen och i C:s och Mysores berg och innehållande kol, ben, vapen, vaser och prydnader. Även tillskriver man detta folk de 5-6 m höga försvarsmurar (kaddineg), vilka korsar landet i alla riktningar och alltid åtföljes av en 3 m bred och djup grav. På många ställen är muren dubbel (till och med tre- och fyrdubbel), och de stora träd, som nu växt upp på densamma, ger den ett högst pittoreskt utseende. Enbart i C. har dessa murar en längd av 180 km, men i angränsande provinser finns ytterligare 600-700 km.